# Microarquitectura

Microarquitectura de l'Intel Core.

En l'enginyeria informàtica, la microarquitectura (de vegades abreviada com µarch o uarch) és una descripció del sistema de circuits elèctric d'un ordinador, UCP, o processador de senyals digitals, que és suficient per descriure completament el funcionament del maquinari.
En cercles acadèmics, s'utilitza el terme organització informàtica, mentre que a la indústria informàtica, el terme microarquitectura s'utilitza més sovint. En conjunt, microarquitectura i arquitectura del conjunt d'instruccions (ISA) constitueixen el camp de l'arquitectura d'ordinadors.

## Etimologia del terme
Des dels anys 1950, molts ordinadors utilitzaven microprogramació per implementar la seva lògica de control que descodificava les instruccions de programa i les executava. Els bits dins de les paraules del microprograma controlaven el processador en el nivell dels senyals elèctrics.
El terme «microarquitectura» es va utilitzar per descriure les unitats que van ser controlats per les paraules del microprograma, en contrast amb el terme «arquitectura» que era visible i documentada per als programadors. Mentre que l'arquitectura normalment havia de ser compatible entre generacions de maquinari, la microarquitectura subjacent es podria fàcilment canviar.